# (543354) 2014 AN55
(543354) 2014 AN55とは、太陽系の最も外側の領域に存在する散乱円盤天体に分類される太陽系外縁天体で、直径は約600キロメートル (370 mi)である。(543354) 2014 AN55は、2014年1月25日に、アメリカのハワイ州にあるマウイ島に位置するハレアカラ天文台でパンスターズで観測を行った天文学者によって発見された。

## 軌道と分類
(543354) 2014 AN55は、散乱円盤天体の中の重力によって摂動する天体群に属しており、最も接近すると、30天文単位の距離で海王星の軌道に近づくが、最も遠い距離ではその何倍にも達する。
418年2か月に1回、34.3~77.6天文単位離れた距離で太陽の周囲を公転している（152,739日の公転周期、55.92天文単位の軌道長半径）。(543354) 2014 AN55の軌道は0.39の離心率を持ち、黄道に対して9°傾いている。(543354) 2014 AN55の観測弧は、2005年3月12日にスローン・デジタル・スカイサーベイによって行われた最初の観測から始まっている。

## 番号と名称
(543354) 2014 AN55は、2020年2月5日に小惑星センターによって小惑星番号が与えられた。正式な名称は与えられていない。

## 物理的特性
絶対等級が4.3の場合、0.05~0.25の範囲のアルベドを想定すると、(543354) 2014 AN55の平均直径は370kmから820kmまでになる可能性がある。Johnston's Archiveは、アルベドを0.9と想定し、絶対等級4.1を使用して直径671kmと計算した。